# Baja Extremadura
La Baja Extremadura es el territorio de dicha región histórica y comunidad autónoma española caracterizado por ser menos montañoso y estar situado a menor altitud que la Alta Extremadura. Se trata de una denominación no oficial que nunca ha tenido efectos jurisdiccionales. Sin embargo es frecuente su uso en registros artísticos, cultos y humanísticos. 
La Baja Extremadura está compuesta por los territorios del Sierra Suroeste, Tentudía, Campiña Sur, Zafra - Río Bodión y Tierra de Barros, entre otros lugares. 